# Великая подводная стена
Великая подводная стена (кит. 水下长城) — военная программа КНР по контролю за подводной обстановкой в прилегающих к территории Китая морях.

## Разработчик
Программу разрабатывает китайская государственная судостроительная корпорация (CSSC — China State Shipbuilding Corporation).

## Состав системы
в соответствии с программой, планируется создание системы мониторинга надводной и подводной обстановки. В состав системы войдут:
- пассивные гидроакустические системы, размещённые на грунте;
- активные гидроакустические системы;
- телеуправляемые подводные дроны (UUV)[4][5];
- телеуправляемые надводные аппараты (USV).

## Строительство и планы по развёртыванию
В настоящее время идут работы по созданию отдельных элементов новой системы. Ведется строительство инфраструктуры. По одному из планов, первые элементы системы будут развёрнуты в Южно-Китайском море.

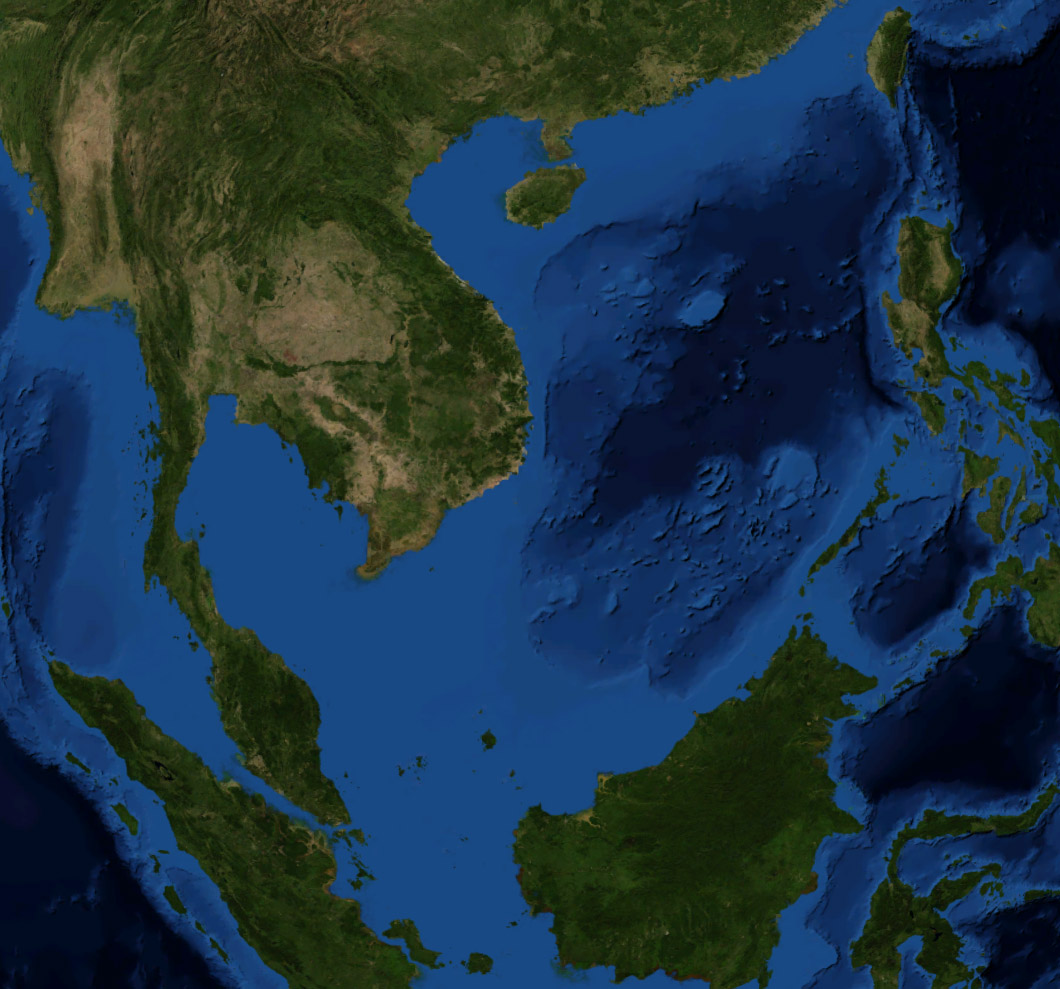
Южно-Китайское море, где планируется установить систему Великой подводной стены

Основу системы будут составлять гидроакустические датчики, размещённые на морском дне, на глубинах до 3000 метров. Береговые элементы будут размещены на военных базах на искусственных островах, которые строятся в архипелаге Спратли, между Филиппинами, Малайзией и Вьетнамом.

## Военные задачи
Согласно анализу британского издания IHS Jane’s, система «Великая стена» представляет собой интегрированную сеть стационарных и мобильных датчиков, включающую гидроакустические станции, подводные роботизированные платформы и автономные аппараты. Её целью является обнаружение подводных объектов в зонах стратегического интереса КНР. Эксперты отмечают, что реализация проекта может снизить преимущества иностранных субмарин, включая современные подводные флоты США и России, в прибрежных водах Китая

## Использование в мирных целях
Помимо военных задач, программа «Великой подводной стены» будет выполнять и гражданские научно-исследовательские работы, в частности, по предупреждению цунами. Китайские ученые надеются, что программы Стены дадут миру массу ценной научной информации насчет глубин мирового океана, который является наименее изученным местом на всем земном шаре.

## Технические особенности
Система сочетает элементы, аналогичные американской системе SOSUS (глубинные гидрофоны на океанском дне), с инновационными компонентами:
— Подводные глайдеры (англ. underwater gliders) для долговременного мониторинга;
— Автономные необитаемые аппараты (АНПА) с искусственным интеллектом;
— Спутниковые модули передачи данных в реальном времени.
По данным Центра стратегических и международных исследований (CSIS, 2023), к 2025 году зона покрытия системы расширится за пределы Южно-Китайского моря, включив ключевые точки Тихого и Индийского океанов.

## Стратегический контекст
— В 2022 году КНР завершила развёртывание станций в районе Парасельских островов и пролива Лусон.
— В рамках инициативы «Морской шёлковый путь» ведётся установка датчиков у берегов Пакистана и Мьянмы.
— Проект интегрирован с системами РЭБ и противолодочной обороны флота НОАК.

## Критика
Международные эксперты выражают опасения, что технология может нарушать свободу судоходства. В докладе Пентагона за 2024 год подчёркивается риск «милитаризации морских коммуникаций».

## См.также
- СОСУС